# Rodrigo Ratier
Rodrigo Sebastián Ratier (Ciudad de Buenos Aires, Argentina, 21 de mayo de 1969) es un compositor, arreglador, director y pianista argentino. Ha desarrollado su carrera como compositor e instrumentista en el ámbito del tango de vanguardia, el jazz, la música latinoamericana de raíz folklórica y la música contemporánea.

## Biografía

### Inicios
Recibió sus primeras lecciones de piano a los seis años de edad. Más tarde, a partir de 1981, continuó su formación musical con Roberto Lara en guitarra clásica, Haydée Schvartz en piano, y Ani Grunwald en educación audioperceptiva. Paralelamente, cursó estudios musicales en el Conservatorio Municipal Manuel de Falla y en el Antiguo Conservatorio Beethoven.
Durante sus primeros años de formación se dedicó al estudio del repertorio clásico, en la guitarra y el piano, desarrollando especial interés por la composición musical. En 1984 realizó sus primeras composiciones, investigando la música de raíz folklórica y el tango, así como la fusión de estos dos géneros con el jazz y la música culta.

### Carrera artística
Desde 1985 se desempeñó como compositor, pianista, arreglador y director. La primera etapa de su carrera se desarrolló en Argentina, donde fundó los grupos "Los Rodrigo Ratier Trío" (1986), "Vallegrande" (1987), "Atuel" (1991) y "La Puerta del Vino" (1994), presentándose en los principales escenarios del medio musical de Buenos Aires y el interior argentino.
En 1997 se radicó en Santiago de Chile, continuando su carrera al frente del trío de fusión jazzística latinoamericana "Sur" y, a partir de 2006, como líder del grupo de tango-jazz "Rodrigo Ratier Quinteto", formaciones con las que se presentó en diversos auditorios y festivales de jazz en Chile, Argentina y Uruguay. Entre 2004 y 2010 participó en el proyecto liderado por la cantante y compositora chilena Cristina Gálvez. Ocasionalmente se desempeñó como sideman  de diversas figuras del jazz chileno, como Mickey Mardones, Rita Góngora y Fernando Verdugo, entre otros.
En 2017 compone "Cuatro viñetas tangueras", tango-concierto para viola y orquesta de cuerdas, comisionado por la violista rusa radicada en Suiza Hana-Maria Gubenko. Con la presencia del compositor, el estreno tuvo lugar el 20 de agosto de 2018 en Campus Aula PMS, Kreuzlingen (Suiza). Participó Hana Gubenko en calidad de solista, junto a la Orquesta de Cámara de Toulouse bajo la dirección del compositor y director suizo Gilles Colliard.

## Producción musical
Su obra explora diversas facetas de la expresión musical, trascendiendo la clasificación de género. Ha compuesto piezas de raíz folklórica, nuevo tango, fusión, jazz y world music, además de música de cámara y obras orquestales. La predominancia de elementos del folklore de Argentina y Latinoamérica, así como del tango argentino y el candombe uruguayo, es la característica esencial en su música.

## Discografía

### La Puerta del Vino
- "Terra Australis" (1997, Atuel Música) Buenos Aires, Argentina[5]

### Sur
- "Sur — fusión jazzística latinoamericana" (2006, Atuel Música) Santiago, Chile[6][7]

### Rodrigo Ratier Quinteto
- "Neurotango" (2008, Atuel Música) Santiago, Chile[8][9]
- "Rodrigo Ratier Quinteto en Sala SCD Bellavista" (2012, Atuel Música) Santiago, Chile[10][11]
- "Resonancia" (2013, Animales en la Vía Music Series) Santiago, Chile[12][13]

### Comosideman
- "Piedra y Camino, Cristina Gálvez" — (Piano, arreglos y dirección musical) — (2013, ed. independiente) Munich, Alemania[14][15]
- "Tenemos las mismas manos, homenaje a Rolando Alarcón" — Rodrigo Ratier y Omar Lavadié — (2015, ed. independiente) Santiago, Chile[16]